# Площа Євразії (Москва)
Площа Євразії (рос. Площадь Евразии); до 24 липня 2024 — Площа Європи (рос. Площадь Европы) — площа в Москві, розташована між Бережківською набережною, Київським вокзалом і Київським (Бородинським) сквером, за межами Садового кільця на березі Москви-ріки. Знаходиться в районі Дорогомілово Західного адміністративного округу.

## Історія створення
Площа будувалася з вересня 2001 року до 15 вересня 2002 року в рамках спільного російсько-бельгійського проєкту як символу єдності Європи (подібні проєкти були реалізовані й в інших містах Європи та Азії)..
Архітектором проєкту став головний архітектор Російської академії наук Ю. Платонов.

## Архітектурні особливості
На площі розташовані 48 колон із прапорами європейських країн, що нині слугують опорами рекламних конструкцій. У центрі площі розташована скульптура «Викрадення Європи». Неподалік знаходиться пам'ятник «300-річчя возз'єднання України з Росією».

### Скульптура «Викрадення Європи»
На площі встановлена авангардистська скульптура «Викрадення Європи» (проєкт бельгійського скульптора Олів'є Стребеля) — наймасштабніша з абстрактних скульптурних споруд Москви: зовнішній діаметр чотирикаскадної чаші фонтану, в якому встановлено скульптуру, становить 50 метрів. Висота центральної композиції складає 11 метрів.
Фонтан має світлодинамічне підсвічування, змонтоване з 4000 світлодіодних світильників.

## Галерея

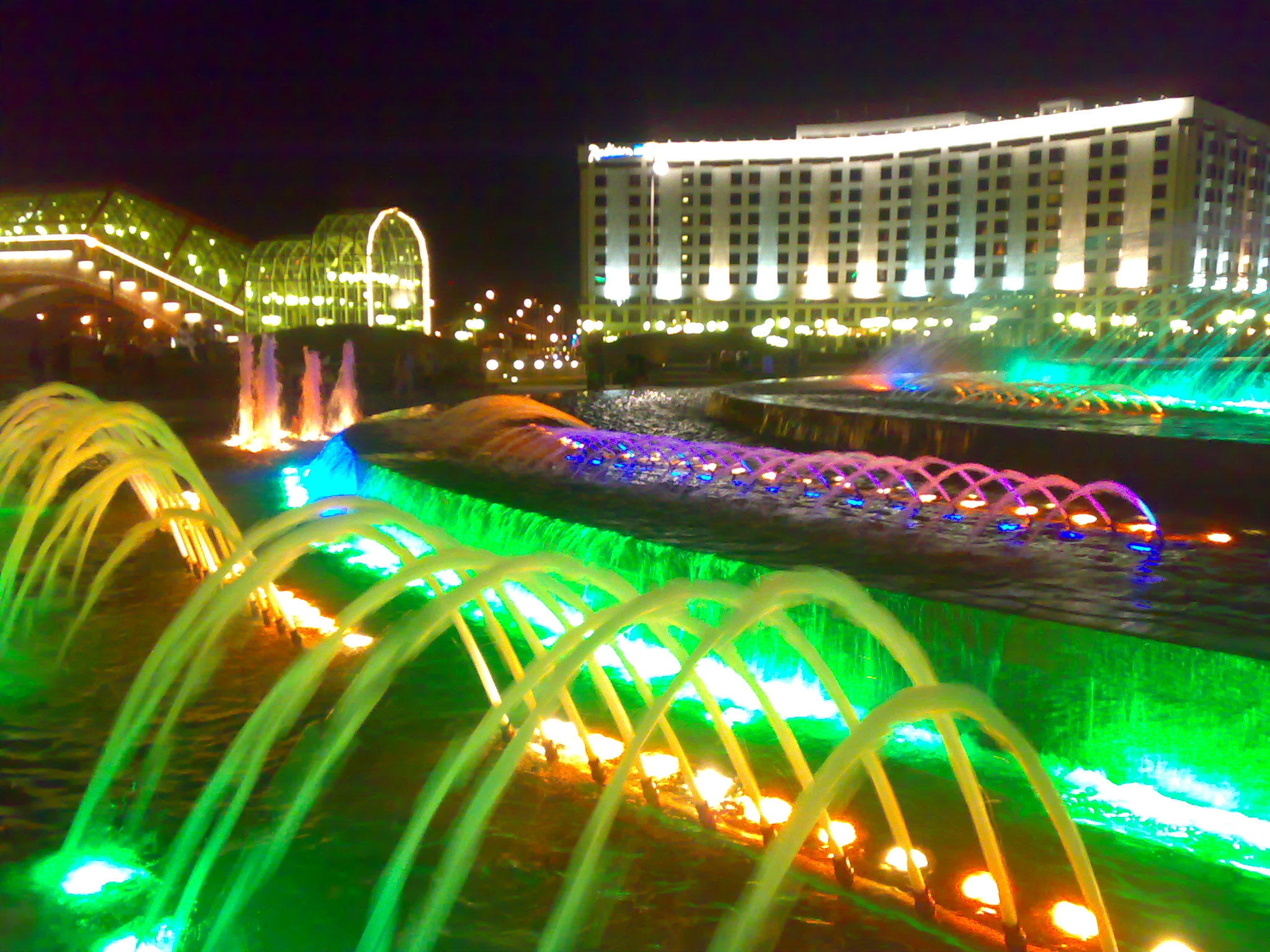
Фонтан на Площі Європи вночі
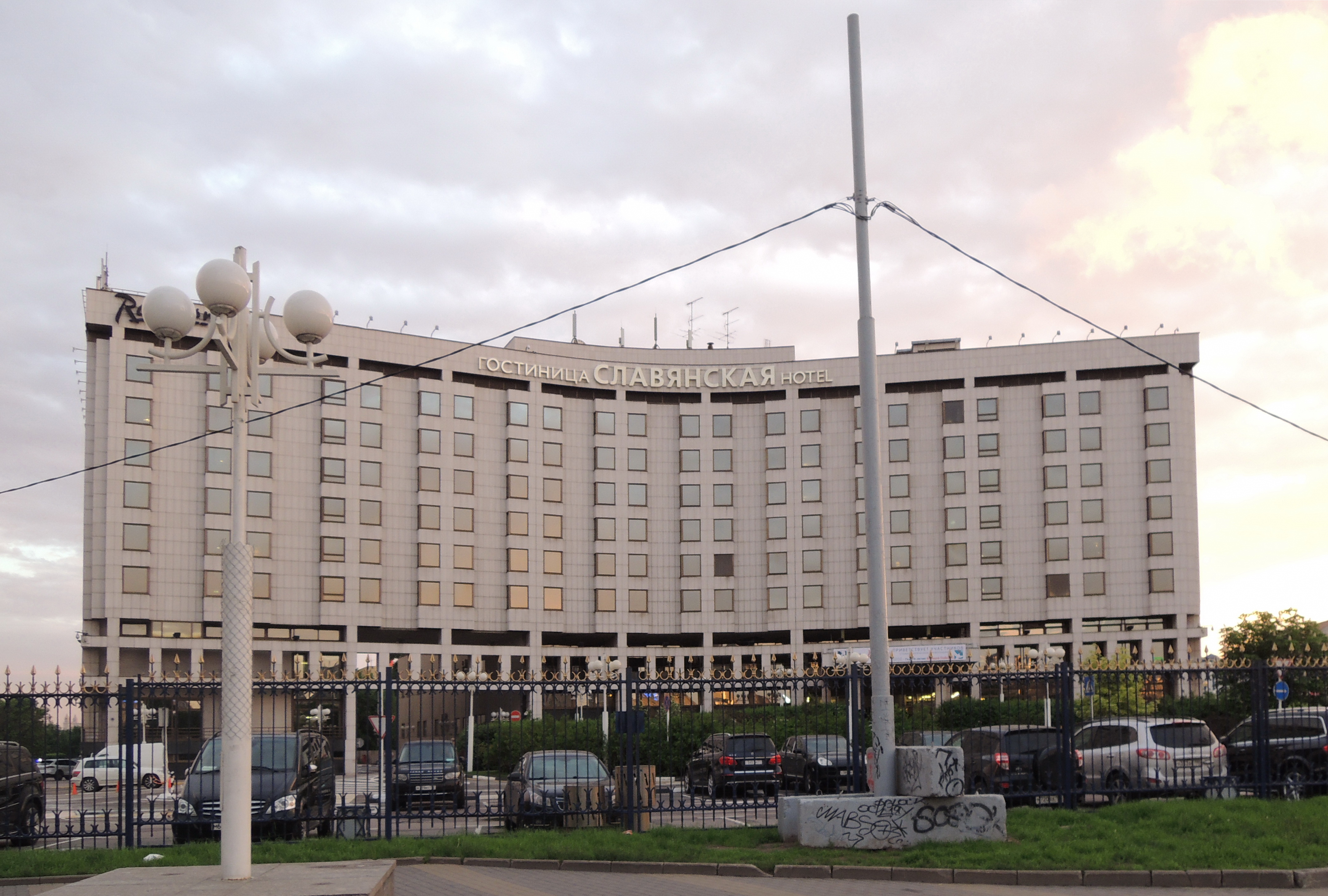
Готель Редіссон Слов'янська, площа Європи, 2
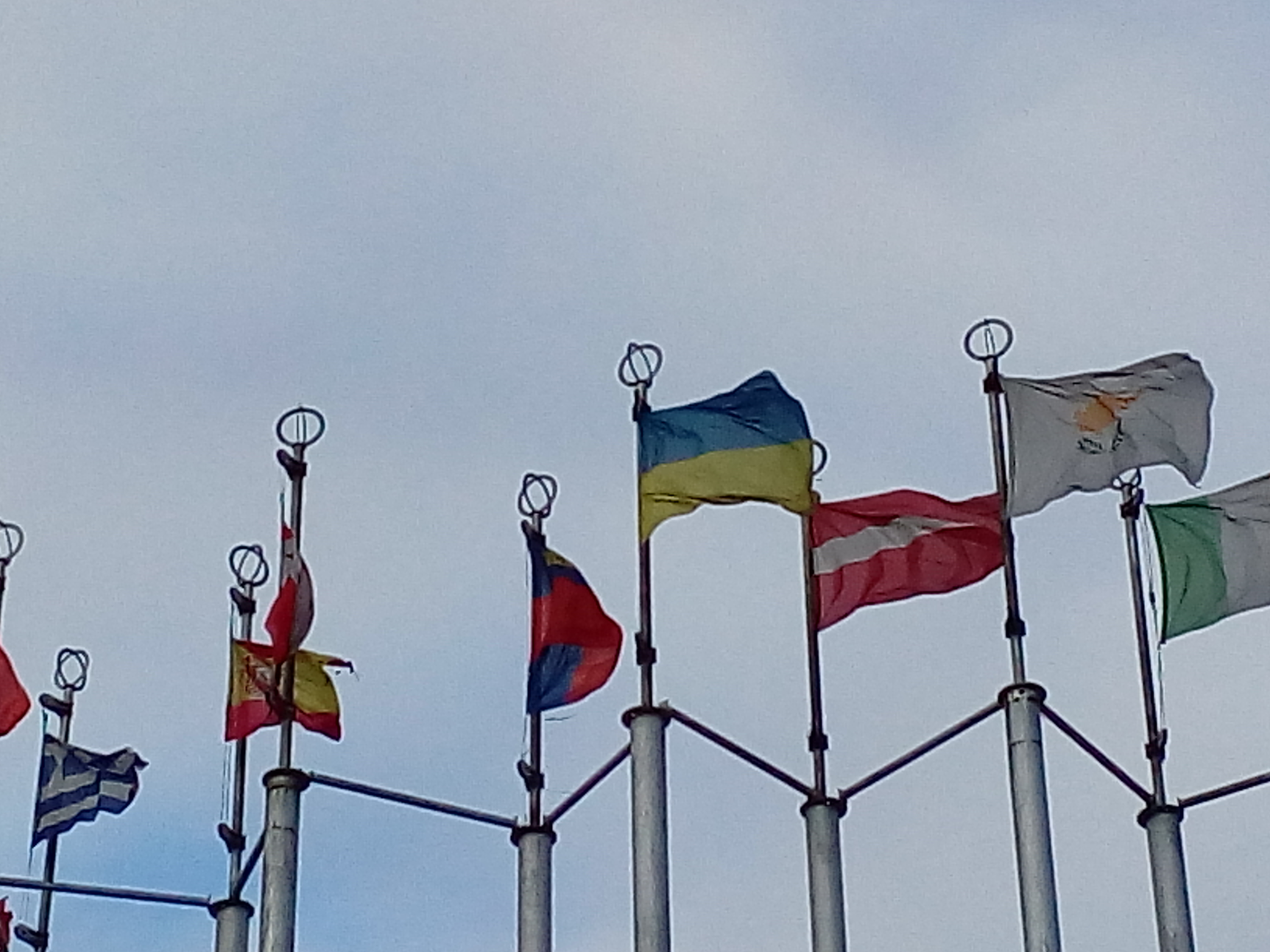
Прапори європейських держав.